# Ptačí koupaliště

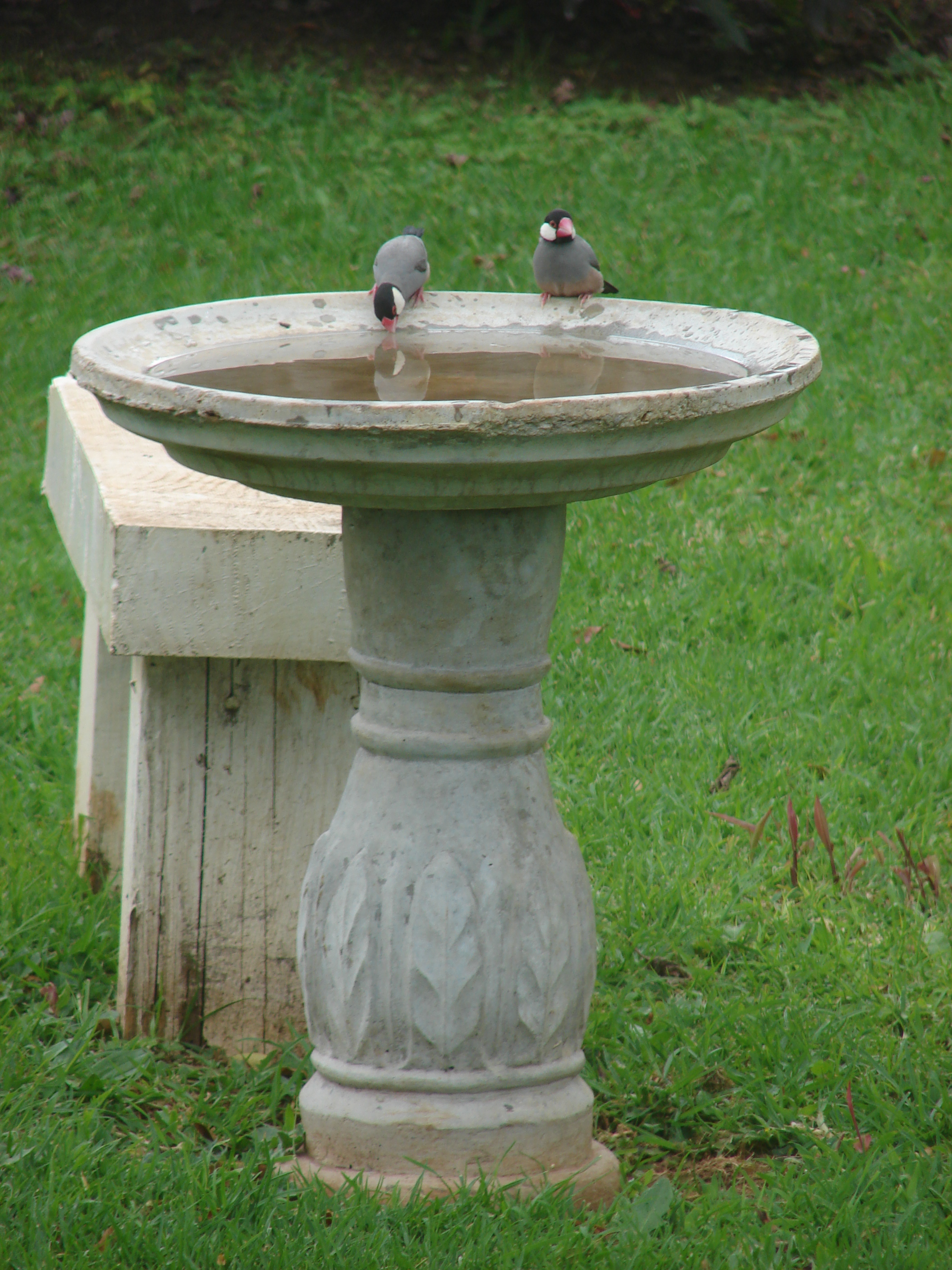
Ptačí koupaliště

Ptačí koupaliště a napajedla pro ptáky jsou velmi mělké vodní nádrže určené pro osvěžení ptáků. Bývají hluboká 5 až 10 cm. Jsou zřizována v blízkosti keřů.